# Halone servilis
Halone servilis är en fjärilsart som beskrevs av Edward Meyrick 1886. Halone servilis ingår i släktet Halone och familjen björnspinnare. Inga underarter finns listade i Catalogue of Life.